# Plastique renforcé de fibres
Pour les articles homonymes, voir FRP.

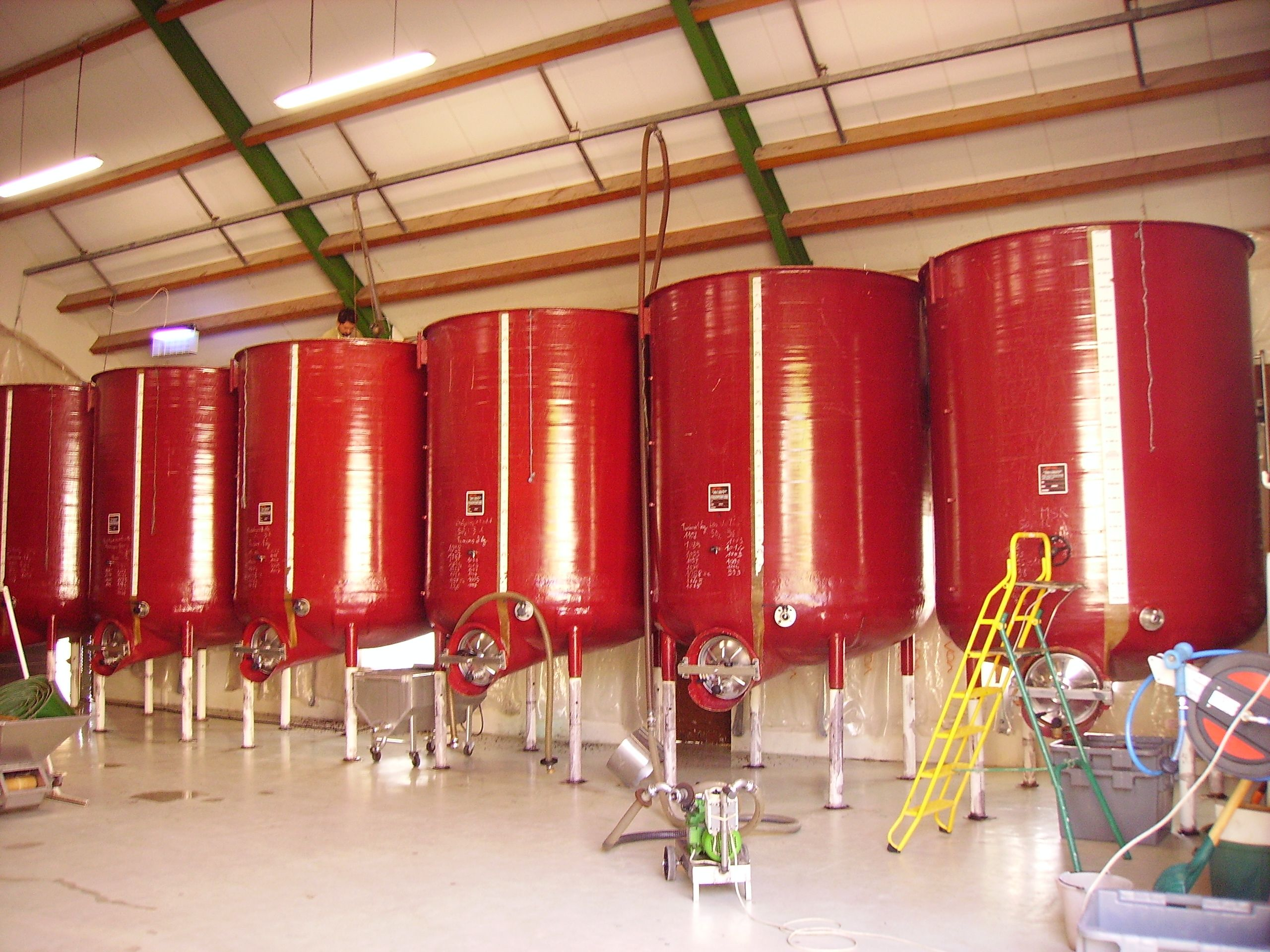
Cuves en plastique à renfort fibre de verre.

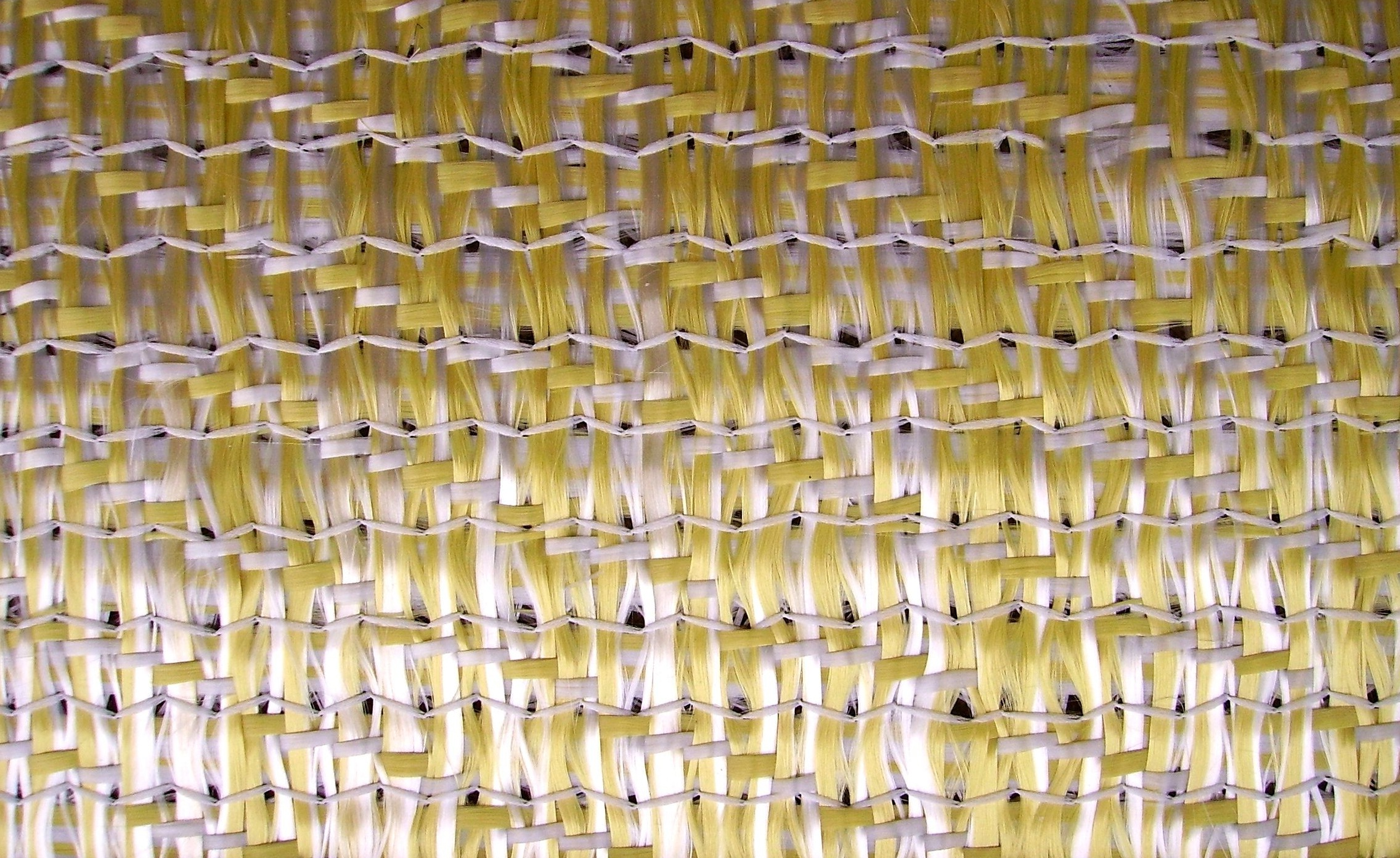
Tissu fibre de verre/aramide (pour haute traction et compression).

Un plastique renforcé de fibres ou polymère renforcé de fibres (en anglais, fibre-reinforced plastic ou FRP) est un matériau composite constitué d’une matrice polymère (appelée résine) renforcée par de fines fibres (souvent synthétiques) à haut module. La résine est généralement un polyester thermodurcissable, un époxyde, un vinylester, ou thermoplastique (polyamide...) ; les fibres de verre, de carbone ou d’aramide sont les plus courantes. Le matériau est en général anisotrope. Ses propriétés de résistance (mécanique, chimique) et sa densité sont très favorables, comparé aux métaux.
Apparus récemment[Quand ?], ces matériaux trouvent un usage dans de nombreux secteurs : automobile, marine, matériaux de construction, aéronautique, aérospatiale, équipements résistants à la corrosion (tels réservoirs, récipients, tuyaux), etc.